# Trowbridge (Kalifornia)
Trowbridge – jednostka osadnicza w Stanach Zjednoczonych, w stanie Kalifornia, w hrabstwie Sutter.